# Леонар Віктор Шарнер
Леонар Віктор Жозеф Шарнер (фр. Léonard Victor Joseph Charner; 13 лютого 1797 — 7 лютого 1869) — адмірал французького флоту. Як командувач французькими військово-морськими силами в Азії з травня 1860 по вересень 1861 року, зокрема під час Другої опіумної війни та Кохінхінської кампанії, він був значним учасником встановлення Французького Індокитаю.

## Рання кар'єра (1797—1837)
Леонар Віктор Жозеф Шарнер народився 13 лютого 1797 року в Сен-Бріє, Бретань. Він став кадетом морської академії в Тулоні в лютому 1812 року, був призначений мічманом у 1815 році та служив на кількох кораблях. У 1820 році його підвищили до енсина, а в 1828 році — до лейтенанта корабля. Він брав участь у Вторгненні в Алжир у 1830 році. Свої спостереження він записав у мемуарах про тривалість військово-морських маневрів. У 1832 році Шарнер отримав хрест Почесного легіону за взяття Анкони.

## Капітан (1837–48)
Шарнер став лейтенант-командором у 1837 році. Як другий командувач фрегату «Belle Poule», він супроводжував Франсуа д'Орлеана, принца де Жуанвіля, на острів Святої Єлени, щоб повернути останки Наполеона до Франції в 1840 році. У квітні 1841 року його призначили капітаном корабля, і він служив на різних військово-морських посадах протягом решти Липневої монархії. У 1843 році Шарнер був частиною флоту, відправленого в Тихий океан міністром закордонних справ Франції Франсуа Гізо під командуванням адмірала Жана-Батіста Сесіля з дипломатом Марі Мельхіор Жозеф Теодор де Лагрене. Цей крок був відповіддю на успіхи британців у Китаї в 1842 році, і Франція сподівалася збалансувати ці успіхи, отримавши доступ до Китаю з півдня.

## Друга Французька республіка (1848–51)
Під час Другої Французької республіки 13 травня 1849 року Шарнер був обраний представником Кот-д'Армор у Законодавчих зборах. Він засідав праворуч і підтримував політику президента Луї Наполеона. Він був членом Морської слідчої комісії і часто брав участь в обговореннях технічних питань. Він також був членом Генеральної ради Кот-д'Армор.

## Друга Французька імперія (1852–69)
Після державного перевороту 2 грудня 1851 року Шарнер був призначений начальником штабу міністра військово-морського флоту. 3 лютого 1852 року його підвищили до контр-адмірала, а в серпні 1853 року він став другим командувачем ескадри Тихого океану. Під час Кримської війни 17 жовтня 1854 року його лінкор «Наполеон» протягом п'яти годин бився з Костянтинівською батареєю. Він зробив 3000 пострілів і був уражений 100 ядрами. 7 червня 1855 року його підвищили до віце-адмірала. Він очолював Комітет з військово-морських робіт.
У травні 1860 року Шарнер прийняв командування військово-морськими силами в Китайському морі та підтримав експедиційний корпус під час Другої опіумної війни. Після керівництва висадкою військ у Пейо він спрямував свої канонерські човни для атаки фортів, які захищали вхід до річки. Потім його призначили головнокомандувачем сухопутних і морських сил у Кохінхіні.
Щойно війна закінчилася, Шарнер вирушив до В'єтнаму в січні 1861 року зі своєю військово-морською ескадрою та загоном із 3000 військових, щоб підтримати французькі війська під командуванням капітана Жозефа Іасента Луї Жуля д'Арієса, оточені в Сайгоні. 11 лютого 1861 року він зняв Облогу Сайгона, тим самим продовживши зусилля адмірала Шарля Ріго де Женуйї та дозволивши створити перші французькі території у В'єтнамі. Міністр військово-морського флоту Франції Шасселуп-Лауба написав Шарнеру: «Ми хочемо спрямувати торгівлю до Сайгона (…) Ми хочемо свого роду сюзеренітет або суверенітет із вільною торгівлею, доступною для всіх». Після трьох тижнів боїв, що завершилися битвою при Кі-Хоа, Шарнер зумів звільнити Сайгонський гарнізон. Ці зусилля дозволили французам захопити три провінції Кохінхіни.
Шарнера замінив адмірал Бонар у листопаді 1861 року, який зумів домогтися визнання французьких завоювань імператором Ти Дик у 1862 році[9] згідно з Сайгонським договором від червня 1862 року.

## Пізніша кар'єра
Шарнер повернувся до Франції у вересні 1861 року, а 22 січня 1862 року став сенатором. До самої смерті він засідав разом із прихильниками імперського режиму. Указом від 15 листопада 1864 року його підвищили до адмірала. 10 лютого 1861 року його нагородили Великим хрестом ордена Почесного легіону. Шарнер помер 7 лютого 1869 року в Парижі. Кілька кораблів ВМС Франції були названі на його честь, такі як французький крейсер «Аміраль Шарнер» або колоніальний шлюп типу «Бугенвіль» («авізо колоніаль») «Аміраль Шарнер» (1933), який воював у битві при Ко Чанг у франко-тайській війні 1941 року.

## Нагороди
- Військова медаль (28 листопада 1861 р.) як офіцер генерального штабу.
- Великий хрест ордена Почесного легіону (10 лютого 1861 р.).
- Пам'ятна медаль Китайської експедиції (1860).
- Кримська медаль